# Ashlee Ankudinoff
Ashlee Ankudinoff (* 20. August 1990 in Sydney) ist eine ehemalige australische Radrennfahrerin, die vorrangig in der Einer- und der Mannschaftsverfolgung auf der Bahn aktiv ist.

## Karriere
2008 wurde Ashlee Ankudinoff zweifache Junioren-Weltmeisterin in der Einer- sowie der Mannschaftsverfolgung (mit Sarah Kent und Megan Dunn). Nach einem dritten Platz in der Mannschaftsverfolgung bei den UCI-Bahn-Weltmeisterschaften 2009 wurde sie 2010 in derselben Disziplin Weltmeisterin der Elite Frauen gemeinsam mit Sarah Kent und Josephine Tomic. Diesen Erfolg konnte sie 2015 gemeinsam mit Annette Edmondson, Georgia Baker und Amy Cure wiederholen.
2012 errang Ankudinoff den Titel der Ozeanienmeisterin in der Einerverfolgung und zwei Jahre später den im Scratch. Bis 2015 wurde sie zudem dreimal nationale Meisterin, zwei Mal im Omnium und einmal in der Einerverfolgung.
2016 wurde Ashlee Ankudinoff für die Teilnahme an den Olympischen Spielen in Rio de Janeiro nominiert, wo sie mit australischen Vierer Rang fünf belegte. Im Jahr darauf wurde sie zweifache Vize-Weltmeisterin in der Einerverfolgung sowie mit Rebecca Wiasak, Alexandra Manly und Amy Cure in der Mannschaftsverfolgung.
Bei den Commonwealth Games siegte Ankudinoff mit Annette Edmondson, Amy Cure und Alexandra Manly in der Mannschaftsverfolgung. Im selben Jahr gewann der australische Vierer mit Ankudinoff zwei Läufe des Bahn-Weltcups, und sie wurde vierfache Ozeanienmeisterin (2020). 2019 wurde sie zweifache Weltmeisterin, in der Einer- sowie in der Mannschaftsverfolgung (mit Annette Edmondson, Georgia Baker, Amy Cure und Alexandra Manly). Im heimischen Brisbane siegte der australische Frauen-Vierer erneut bei einem Lauf im Weltcup. Bei den UCI-Bahn-Weltmeisterschaften 2020 in Berlin belegte Ankudinoff als Titelverteidigerin in der Einerverfolgung einen „indiskutablen“ 14. Platz. 2021 und 2022 wurde sie jeweils nationale Meisterin im Zweier-Mannschaftsfahren. Bei den Olympischen Spielen 2020 in Tokio belegte der australische Vierer mit Ankundinoff erneut Platz fünf. Im selben Jahr beendete sie ihre Radsportlaufbahn.

## Diverses
Ihr Trainer ist der Olympiasieger Bradley McGee. 2015 wurde sie vom NSW Institute of Sport als Female Athlete of the Year geehrt.

## Erfolge
2008
- Junioren-Weltmeisterin – Einerverfolgung, Mannschaftsverfolgung (mit Sarah Kent und Megan Dunn)

2009
- Weltmeisterschaft – Mannschaftsverfolgung (mit Sarah Kent und Josephine Tomic)

2010
- Weltmeisterin – Mannschaftsverfolgung (mit Sarah Kent und Megan Dunn)
- Australische Meisterin – Omnium

2012
- Weltmeisterschaft – Einerverfolgung
- Ozeanienmeisterin – Einerverfolgung

2013
- Weltmeisterschaft – Mannschaftsverfolgung (mit Annette Edmondson und Melissa Hoskins)

2014
- Ozeanienmeisterin – Scratch
- Australische Meisterin – Omnium

2015
- Weltmeisterin – Mannschaftsverfolgung (mit Annette Edmondson, Georgia Baker und Amy Cure)

2016
- Bahnrad-Weltcup in Cali – Mannschaftsverfolgung (mit Amy Cure, Alexandra Manly und Rebecca Wiasak)
- Australische Meisterin – Einerverfolgung

2017
- Weltmeisterschaft – Einerverfolgung, Mannschaftsverfolgung (mit Rebecca Wiasak, Alexandra Manly und Amy Cure)

2017/18
- Ozeanienmeisterin – Einerverfolgung, Mannschaftsverfolgung (mit Annette Edmondson, Amy Cure und Alexandra Manly)
- Ozeanienmeisterschaft – Zweier-Mannschaftsfahren (mit Josie Talbot)

2018
- Siegerin Commonwealth Games – Mannschaftsverfolgung (mit Annette Edmondson, Amy Cure und Alexandra Manly)
- Australische Meisterin – Omnium
- Weltcup in Saint-Quentin-en-Yvelines – Mannschaftsverfolgung (mit Kristina Clonan, Georgia Baker und Macey Stewart)
- Weltcup in Saint-Quentin-en-Yvelines – Scratch
- Australische Meisterin – Einerverfolgung

2018/19
- Ozeanienmeisterin – Punktefahren, Scratch, Mannschaftsverfolgung (mit Kristina Clonan, Macey Stewart und Georgia Baker)
- Ozeanienmeisterschaft – Omnium

2019
- Weltmeister – Einerverfolgung, Mannschaftsverfolgung (mit Annette Edmondson, Georgia Baker, Amy Cure und Alexandra Manly)
- Weltcup in Brisbane – Mannschaftsverfolgung (mit Annette Edmondson, Georgia Baker und Maeve Plouffe)

2020
- Australische Meisterin – Zweier-Mannschaftsfahren (mit Georgia Baker)

2021
- Australische Meisterin – Zweier-Mannschaftsfahren (mit Alexandra Manly)